# Helionidia fuscoviridis
Helionidia fuscoviridis är en insektsart som först beskrevs av K. Ramakrishnan och Menon 1974.  Helionidia fuscoviridis ingår i släktet Helionidia och familjen dvärgstritar. Inga underarter finns listade i Catalogue of Life.